# Goumoëns
Goumoëns (toponimo francese) è un comune svizzero di 1 050 abitanti del Canton Vaud, nel distretto del Gros-de-Vaud.

## Storia
Il comune di Goumoëns è stato istituito il 1º luglio 2011 con la fusione dei comuni soppressi di Eclagnens, Goumoens-la-Ville e Goumoens-le-Jux; capoluogo comunale è Goumoens-la-Ville.

### Simboli
Lo stemma comunale è stato adottato nel 2011. Nello scudo sono riuniti elementi ripresi dagli stemmi dei precedenti comuni: la bordura d'oro di Eclagnens (di rosso, a due barbi addossati d'oro; alla bordura dello stesso), lo sfondo di azzurro di Goumoëns-la-Ville (di azzurro, alla croce potenziata d'argento, caricata in cuore di una ghianda di verde) e le conchiglie di Goumoëns-le-Jux (d'argento, alla croce di rosso, caricata in cuore di una spronella d'oro, e sui bracci di quattro conchiglie dello stesso). Le conchiglie sono in numero di tre come i comuni che lo hanno formato.